# Land van Aarlen
Het Land van Aarlen (Luxemburgs/Duits: Arelerland, Frans: Pays d'Arlon) is het vanouds  Luxemburgstalige deel van Belgisch-Lotharingen. 
Het grenst ten westen aan de Gaume en ten oosten aan het Groothertogdom Luxemburg. Het ligt ten zuiden van de Ardennen en wordt niet meer daartoe gerekend. Het valt grotendeels samen met het arrondissement Aarlen. Aarlen is de hoofdplaats van deze streek.
In het Land van Aarlen is de volkstaal van oudsher het Luxemburgs, dat ook in het aangrenzende Groothertogdom Luxemburg wordt gesproken. In 1990 heeft de Franse Gemeenschap de streektalen op haar grondgebied erkend (als 'francique': Frankisch), waaronder het Luxemburgs, echter zonder verdere maatregelen te nemen.
Bij de deling van Luxemburg na de Belgische onafhankelijkheid deelde de Conferentie van Londen Luxemburg op volgens de gesproken taal: het Groothertogdom Luxemburg werd ingekrompen tot het het Luxemburgs-/Duitstalig gedeelte en verloor het Waals-/Franstalig deel aan het koninkrijk België. Deels kwam dit doordat Luxemburg-stad niet in Belgische handen was gevallen bij de opstand, waardoor de Belgen de provinciale administratie in Aarlen hadden gehuisvest. De hoofdreden waarom het Land van Aarlen bij België werd gevoegd, was echter strategisch. De Fransen wensten dat de weg Aubange-Aarlen (N81) en Aarlen-Bastenaken (N4) integraal op Belgisch grondgebied zou liggen, zodat er via Longwy een verbinding was met Frankrijk. Vanuit hun optiek moest België namelijk een buffer vormen tegen de Duitse Bond, waartoe het groothertogdom behoorde. Daarom werd niet slechts Aarlen zelf, maar ook het hele Land van Aarlen onderdeel van België.

## Gemeenten en deelgemeenten in het Land van Aarlen
- Aarlen
  - Autelbas-Barnich
  - Bonnert
  - Guirsch
  - Heinsch
  - Toernich
- Attert
  - Nobressart
  - Nothomb
  - Thiaumont
  - Tontelange
- Aubange
  - Athus
  - Halanzy
  - Rachecourt
- Martelange
- Messancy
  - Habergy
  - Hondelange
  - Sélange
  - Wolkrange
- Hachy (gemeente Habay)
- Tintange (gemeente Fauvillers)
  - Bodange
  - Warnach
  - Wisembach